# Beit Ijza
Beit Ijza, en arabe : بيت دقّو, est un village du gouvernorat de Jérusalem en Palestine. Il est situé au nord de Jérusalem en Cisjordanie.
Selon le recensement du bureau central palestinien des statistiques, la localité compte une population de 854 habitants en 2017.